# Грамбов (Западна Померанија)
Грамбов (њем. Grambow) општина је у њемачкој савезној држави Мекленбург-Западна Померанија. Једно је од 54 општинска средишта округа Икер-Рандов. Према процјени из 2010. у општини је живјело 1.040 становника. Посједује регионалну шифру (AGS) 13062018.

## Географски и демографски подаци
Грамбов се налази у савезној држави Мекленбург-Западна Померанија у округу Икер-Рандов. Општина се налази на надморској висини од 34 метра. Површина општине износи 34,9 km². У самом мјесту је, према процјени из 2010. године, живјело 1.040 становника. Просјечна густина становништва износи 30 становника/km².